# BBC製作中心
BBC製作中心（BBC Studioworks Limited），舊名BBC Studios and Post Production Ltd和BBC Resources，是英國廣播公司（BBC）的一個商業分支，提供電視攝影棚、後期製作及相關服務。2016年5月，該公司更為現名。

## 外部連結
- BBC Studioworks – official site